# Mions
Mions és un municipi francès, situat a la metròpoli de Lió i a la regió de Alvèrnia - Roine-Alps. L'any 2007 tenia 11.397 habitants.

## Demografia

### Població
El 2007 la població de fet de Mions era d'11.397 persones. Hi havia 3.920 famílies de les quals 614 eren unipersonals (288 homes vivint sols i 326 dones vivint soles), 1.172 parelles sense fills, 1.828 parelles amb fills i 306 famílies monoparentals amb fills.
La població ha evolucionat segons el següent gràfic:
Habitants censats

### Habitatges
El 2007 hi havia 4.046 habitatges, 3.969 eren l'habitatge principal de la família, 10 eren segones residències i 66 estaven desocupats. 3.377 eren cases i 647 eren apartaments. Dels 3.969 habitatges principals, 3.090 estaven ocupats pels seus propietaris, 827 estaven llogats i ocupats pels llogaters i 53 estaven cedits a títol gratuït; 100 tenien una cambra, 156 en tenien dues, 354 en tenien tres, 1.337 en tenien quatre i 2.022 en tenien cinc o més. 3.486 habitatges disposaven pel capbaix d'una plaça de pàrquing. A 1.463 habitatges hi havia un automòbil i a 2.238 n'hi havia dos o més.

### Piràmide de població
La piràmide de població per edats i sexe el 2009 era:
| Homes | Edats   | Dones |
| ----- | ------- | ----- |
| 0     | 95 o +  | 4     |
| 0     | 90 a 94 | 0     |
| 8     | 85 a 89 | 60    |
| 40    | 80 a 84 | 16    |
| 72    | 75 a 79 | 92    |
| 128   | 70 a 74 | 128   |
| 236   | 65 a 69 | 208   |
| 208   | 60 a 64 | 236   |
| 316   | 55 a 59 | 328   |
| 412   | 50 a 54 | 348   |
| 392   | 45 a 49 | 400   |
| 436   | 40 a 44 | 460   |
| 344   | 35 a 39 | 432   |
| 356   | 30 a 34 | 368   |
| 272   | 25 a 29 | 292   |
| 352   | 20 a 24 | 280   |
| 496   | 15 a 19 | 488   |
| 413   | 10 a 14 | 436   |
| 392   | 5 a 9   | 377   |
| 300   | 0 a 4   | 192   |

## Economia
El 2007 la població en edat de treballar era de 7.482 persones, 5.528 eren actives i 1.954 eren inactives. De les 5.528 persones actives 5.168 estaven ocupades (2.661 homes i 2.507 dones) i 359 estaven aturades (182 homes i 177 dones). De les 1.954 persones inactives 661 estaven jubilades, 767 estaven estudiant i 526 estaven classificades com a «altres inactius».

### Ingressos
El 2009 a Mions hi havia 4.091 unitats fiscals que integraven 11.727 persones, la mediana anual d'ingressos fiscals per persona era de 20.992 €.

### Activitats econòmiques
Dels 619 establiments que hi havia el 2007, 8 eren d'empreses extractives, 9 d'empreses alimentàries, 13 d'empreses de fabricació de material elèctric, 1 d'una empresa de fabricació d'elements pel transport, 32 d'empreses de fabricació d'altres productes industrials, 119 d'empreses de construcció, 153 d'empreses de comerç i reparació d'automòbils, 75 d'empreses de transport, 19 d'empreses d'hostatgeria i restauració, 6 d'empreses d'informació i comunicació, 25 d'empreses financeres, 24 d'empreses immobiliàries, 68 d'empreses de serveis, 49 d'entitats de l'administració pública i 18 d'empreses classificades com a «altres activitats de serveis».
Dels 157 establiments de servei als particulars que hi havia el 2009, 1 era una oficina de correu, 5 oficines bancàries, 17 tallers de reparació d'automòbils i de material agrícola, 3 tallers d'inspecció tècnica de vehicles, 1 establiment de lloguer de cotxes, 2 autoescoles, 17 paletes, 23 guixaires pintors, 17 fusteries, 13 lampisteries, 17 electricistes, 4 empreses de construcció, 8 perruqueries, 1 veterinari, 13 restaurants, 11 agències immobiliàries, 1 tintoreria i 3 salons de bellesa.
Dels 29 establiments comercials que hi havia el 2009, 2 eren supermercats, 1 una gran superfície de material de bricolatge, 1 una botiga de menys de 120 m², 6 fleques, 3 carnisseries, 2 llibreries, 2 botigues de roba, 2 botigues d'equipament de la llar, 2 sabateries, 1 una botiga de mobles, 4 botigues de material esportiu, 1 una perfumeria i 2 floristeries.
L'any 2000 a Mions hi havia 9 explotacions agrícoles que ocupaven un total de 183 hectàrees.

## Equipaments sanitaris i escolars
El 2009 hi havia 1 psiquiàtric, 5 farmàcies i 1 ambulància.
El 2009 hi havia 4 escoles maternals i 5 escoles elementals. Mions disposava d'un col·legi d'educació secundària amb 876 alumnes.

## Poblacions més properes
El següent diagrama mostra les poblacions més properes.